# Ligne 1 du tramway de Tallinn
La ligne 1 du tramway de Tallinn (en estonien : 1 Tallinna trammiliin) est une ligne de tramway de Tallinn qui dessert les passagers entre Kopli et Kadriorg à Tallinn en Estonie.

## Présentation
La ligne 1 de tramway 1 relie le quartier Kadriorg de l'arrondissement de Kesklinn à l'est du centre-ville, et le quartier Kopli de l'Arrondissement de Tallinn-Nord au nord-ouest.
La ligne 1 partage le parcours avec la ligne 2 (Kopli – Suur-Paala) sur l'ensemble de son parcours, à l'exception de la partie Est de l'intersection Narva mnt/Maneezi. Sur ce tronçon, la ligne 1 partage le parcours avec la ligne 3 (Tondi – Kadriorg).
Les trams de la ligne 1 partent du dépôt de tramway de Kopli et longent la rue Kopli tänav jusqu'à la gare de Tallinn-Baltique puis parcourent un grand arc dans la zone verte autour de la vieille ville le long de Põhja puiestee et Havsavenyn jusqu'à l'intersection avec Narva mnt à Virutorget.
Les trams continuent ensuite sur Narva mnt jusqu'à l'intersection avec Petroleum tänav, où ils bifurquent sur August Weizenbergi tänav en faisant demi-tour avec le dernier arrêt sur August Weizenbergi tänav juste avant le parc de Kadriorg.
La ligne mesure respectivement 8,2 et 8,8 kilomètres selon le sens de déplacement et compte 20 arrêts.

## Arrêts
| Arrêts           | Rue L. Koidula           |
| ---------------- | ------------------------ |
| Kadriorg         | August Weizenbergi tänav |
| J. Poska         | Jaan Poska tänav         |
| L. Koidula       | Lydia Koidula tänav      |
| Tallinna ülikool | Tallinna Ülikool         |
| Hobujaama        | Narva maantee            |
| Mere puiestee    | Mere puiestee            |
| Kanuti           | Mere puiestee            |
| Linnahalli       | Põhja puiestee           |
| Põhja puiestee   | Põhja puiestee           |
| Balti jaama      | Kopli tänav              |
| Telliskivi       | Kopli tänav              |
| Salme            | Kopli tänav              |
| Volta            | Kopli tänav              |
| Krulli           | Kopli tänav              |
| Angerja          | Kopli tänav              |
| Sitsi            | Kopli tänav              |
| Maleva           | Kopli tänav              |
| Sirbi            | Kopli tänav              |
| Marati           | Kopli tänav              |
| Sepa             | Kopli tänav              |
| Kopli            | Kopli tänav              |

## Galerie

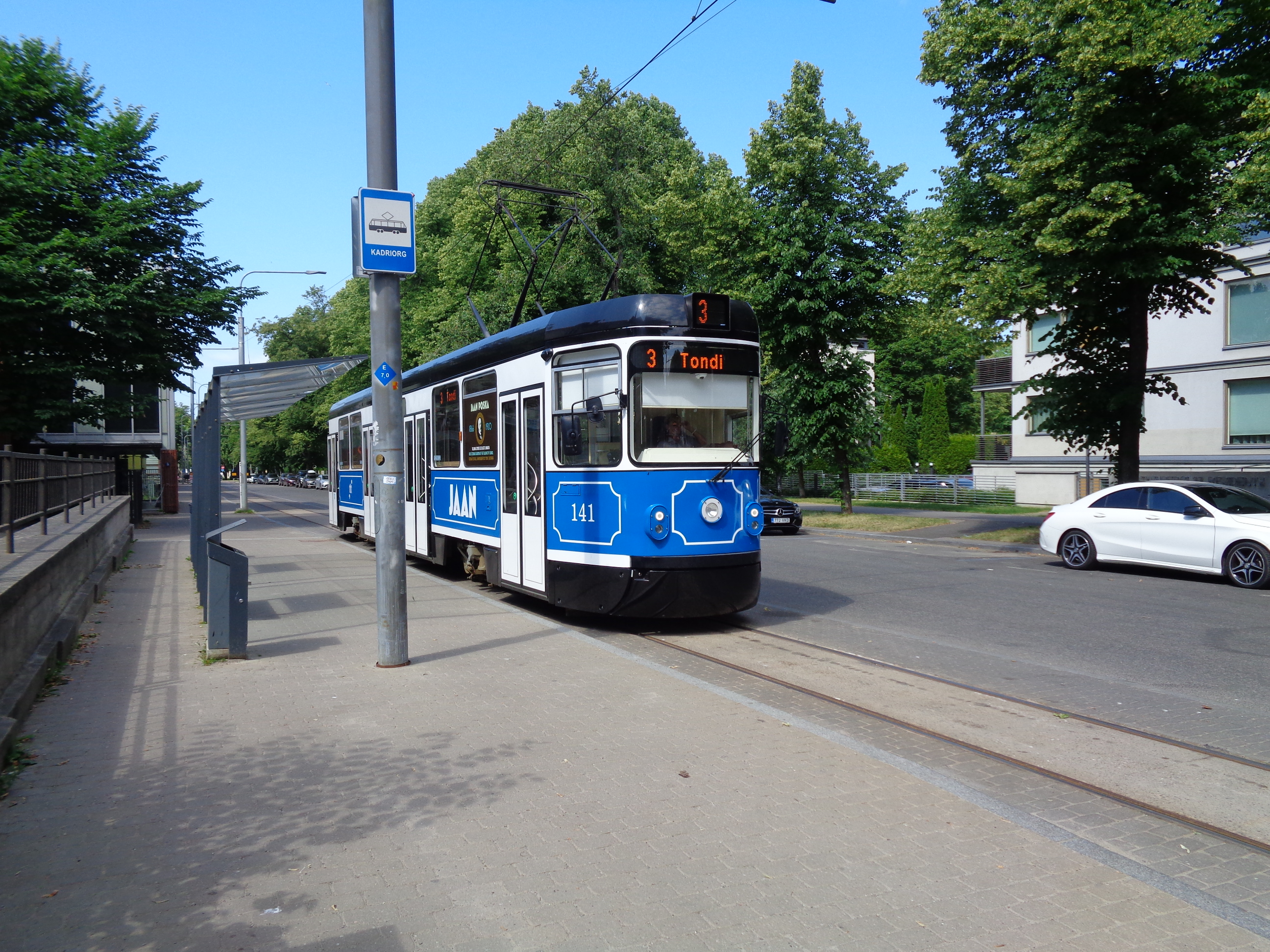
Arrêt Kadriorg
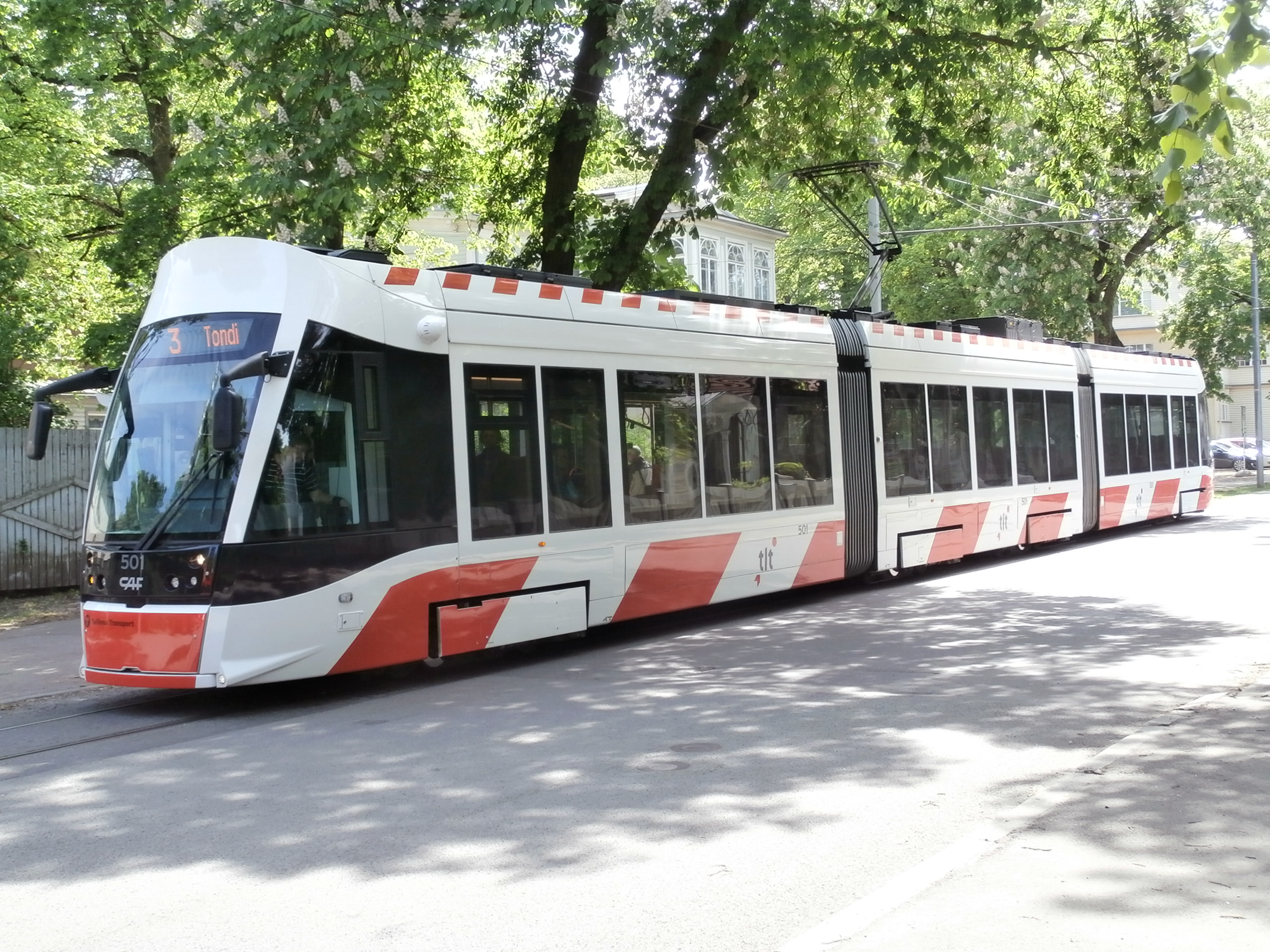
Arrêt J. Poska
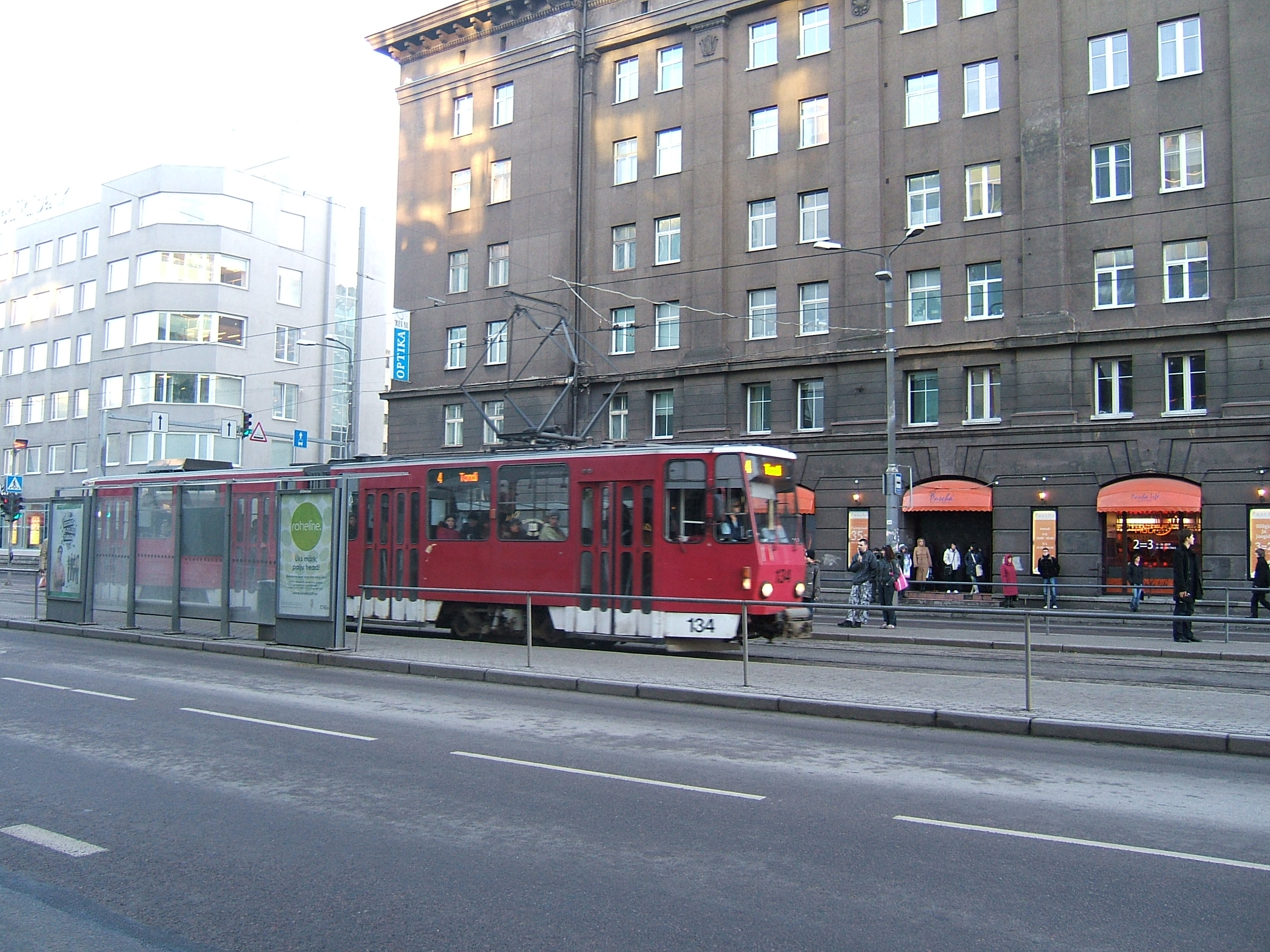
Arrêt Hobujaama
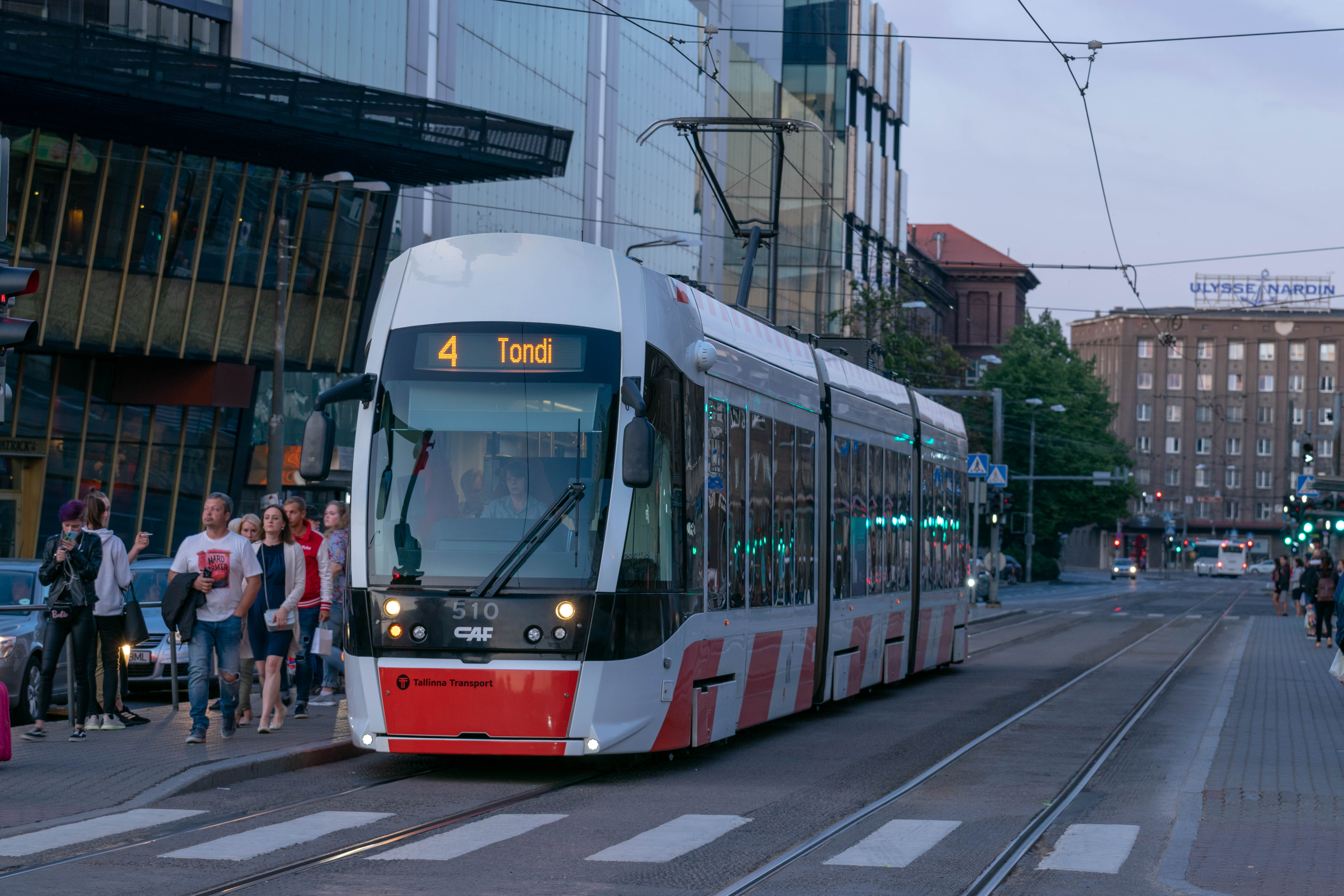
Arrêt Hobujaama
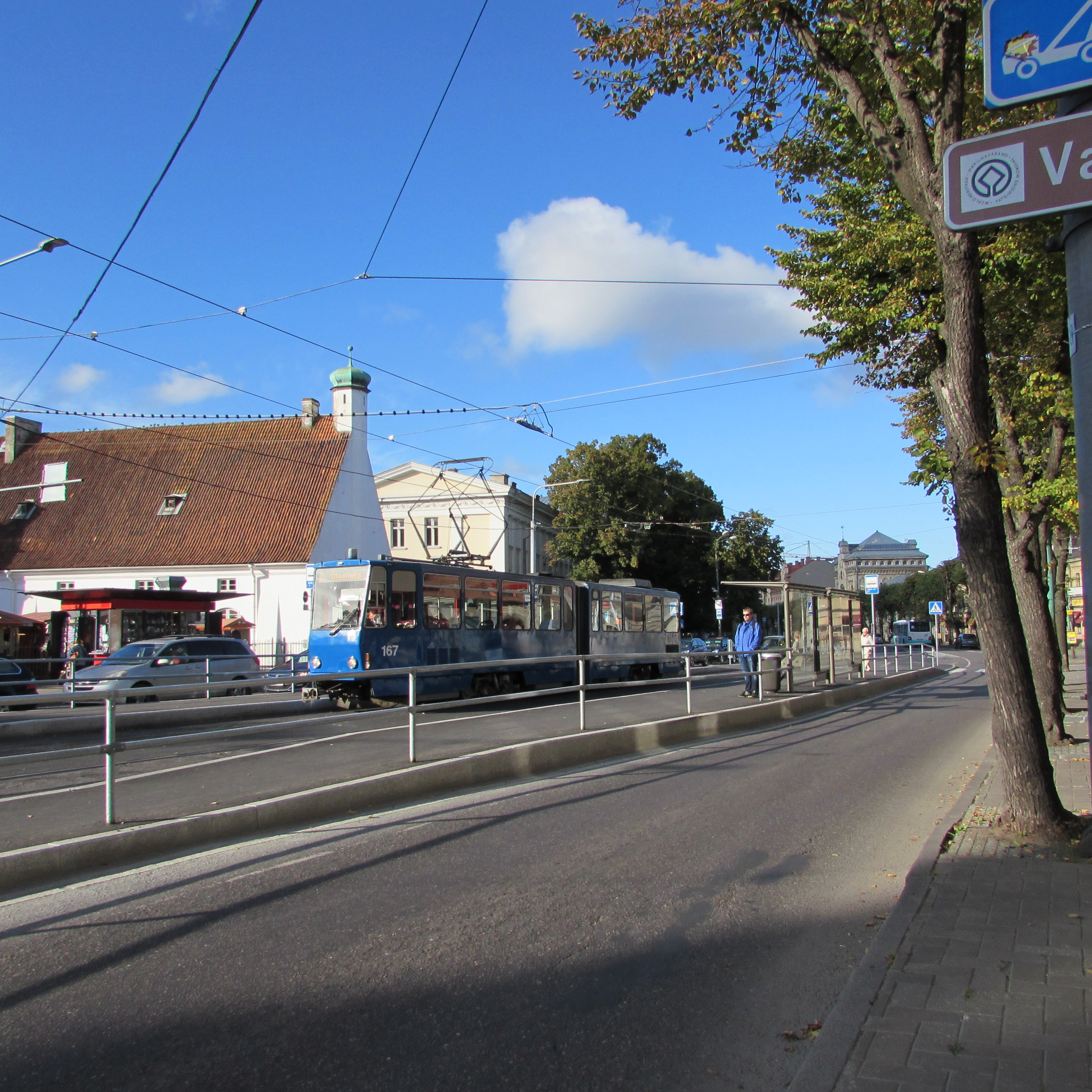
Arrêt Mere puiestee
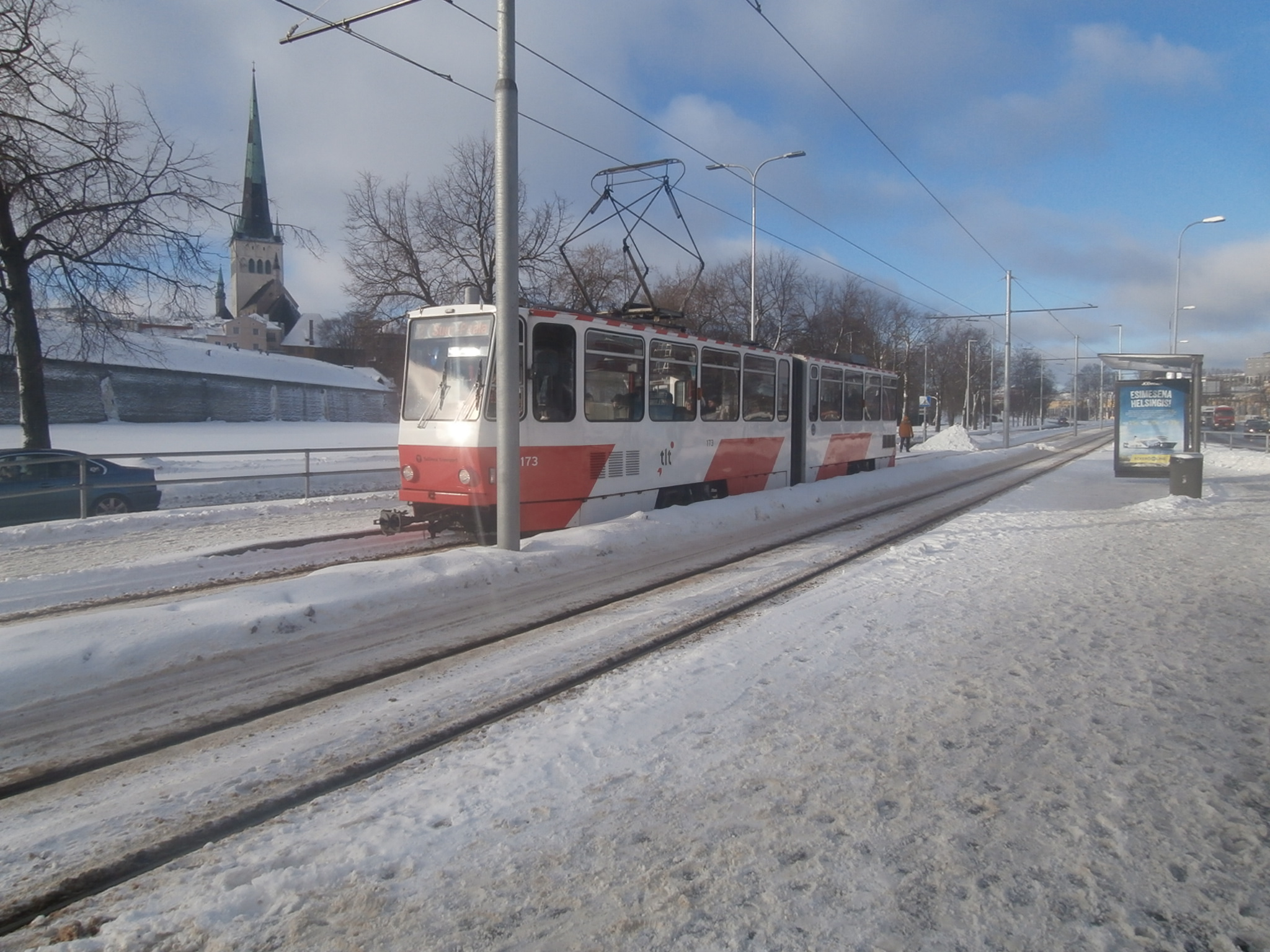
Arrêt Kanuti
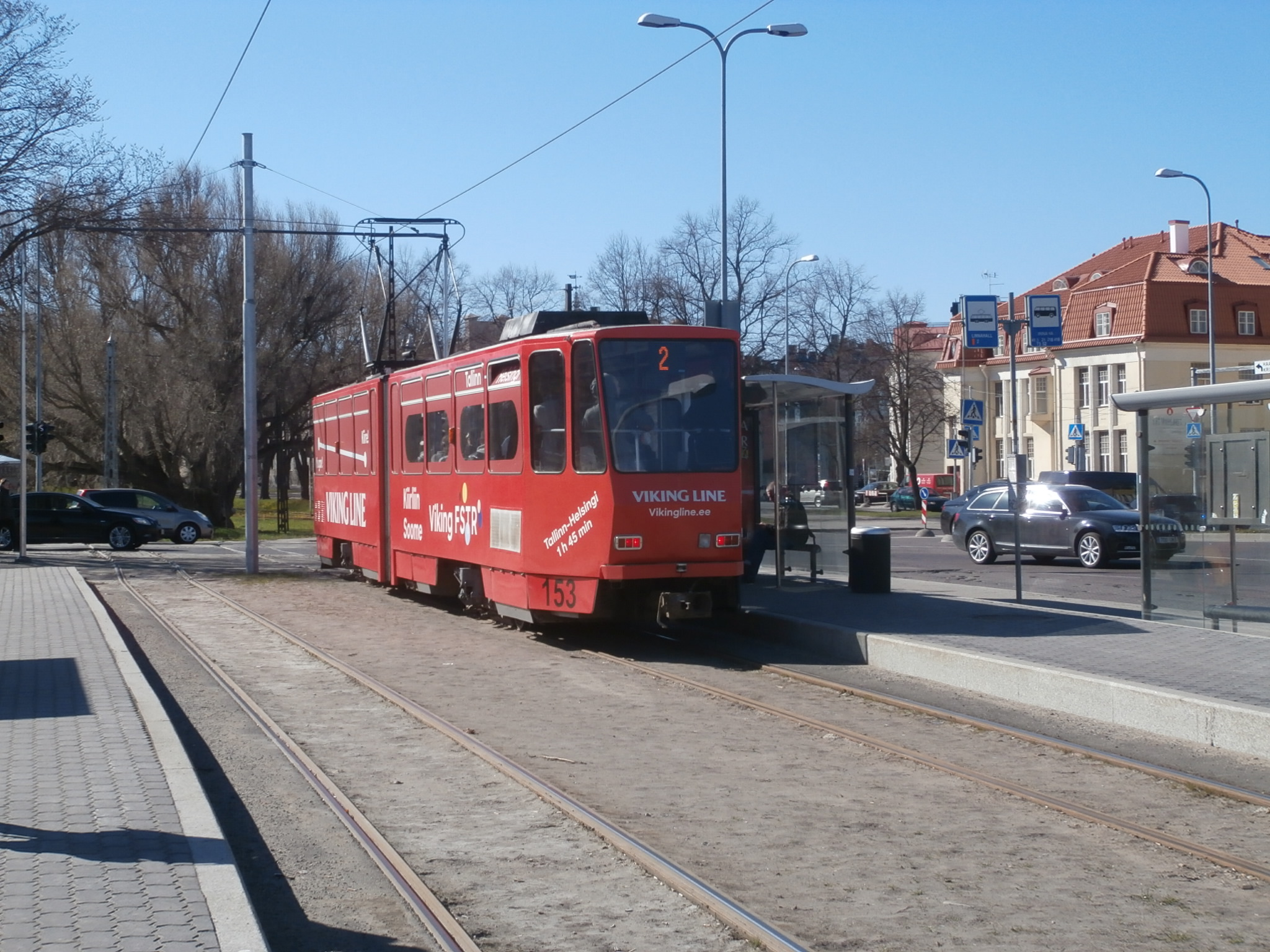
Arrêt Linnahalli
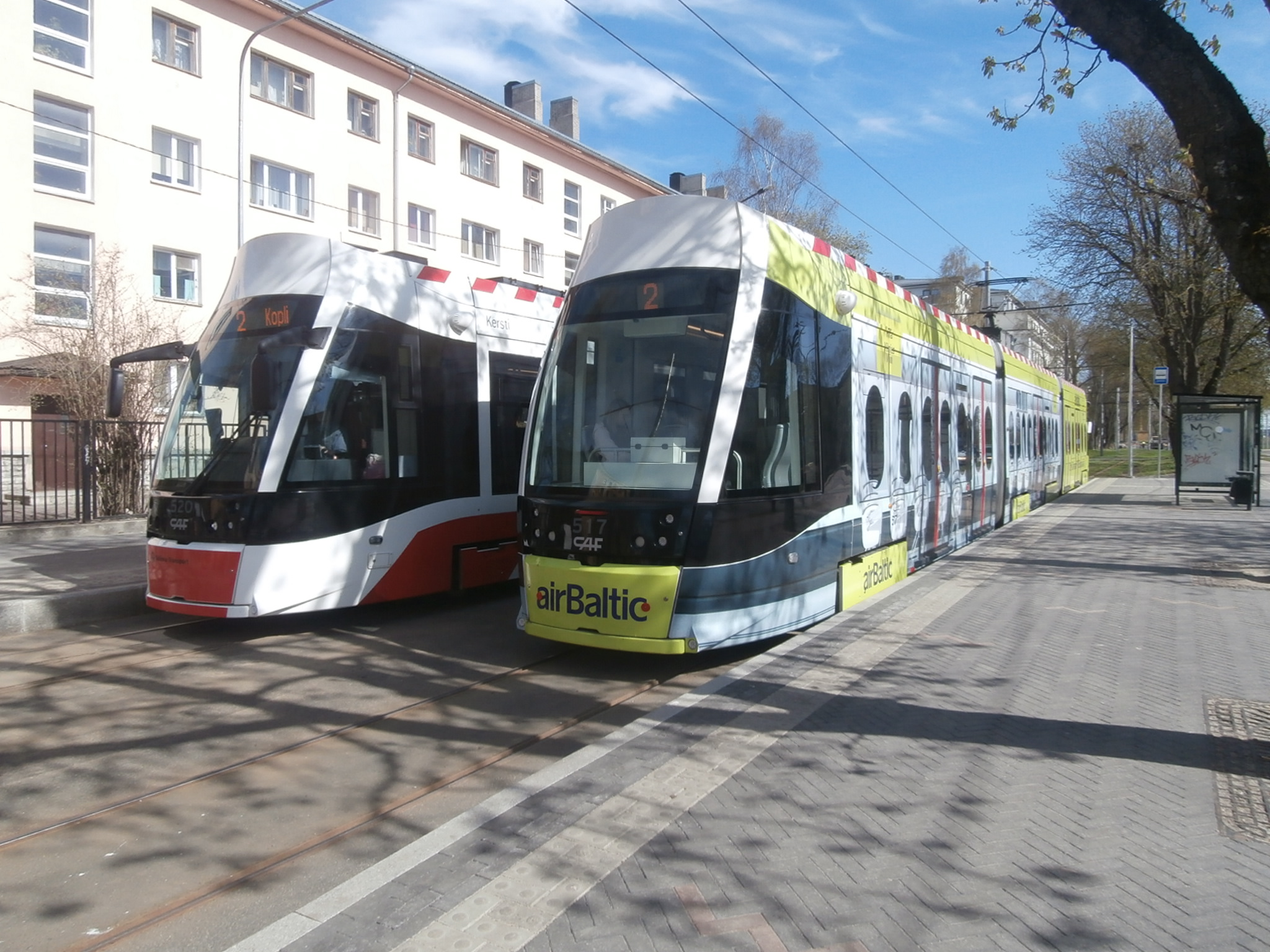
Arrêt Angerja
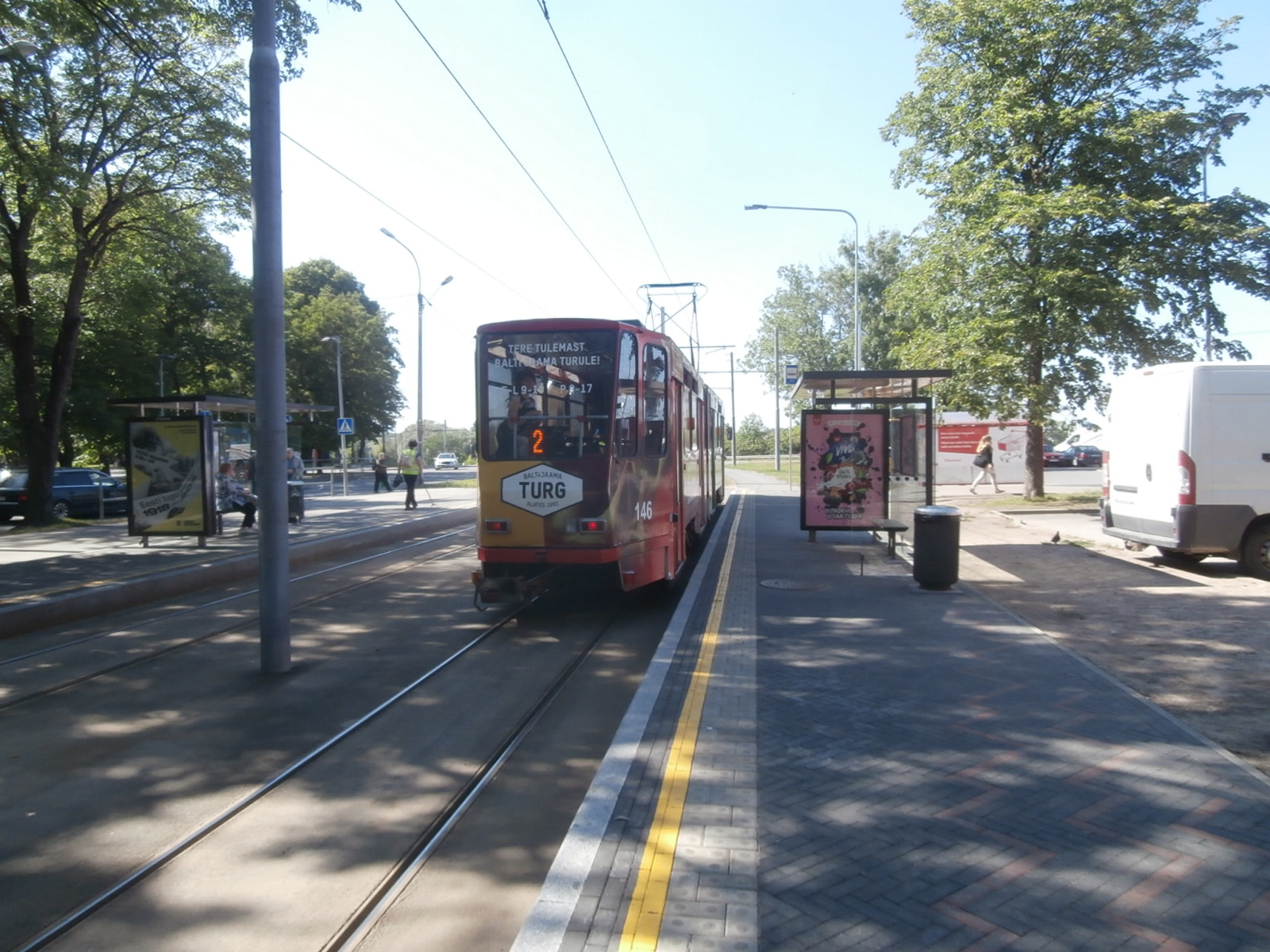
Arrêt Sitsi
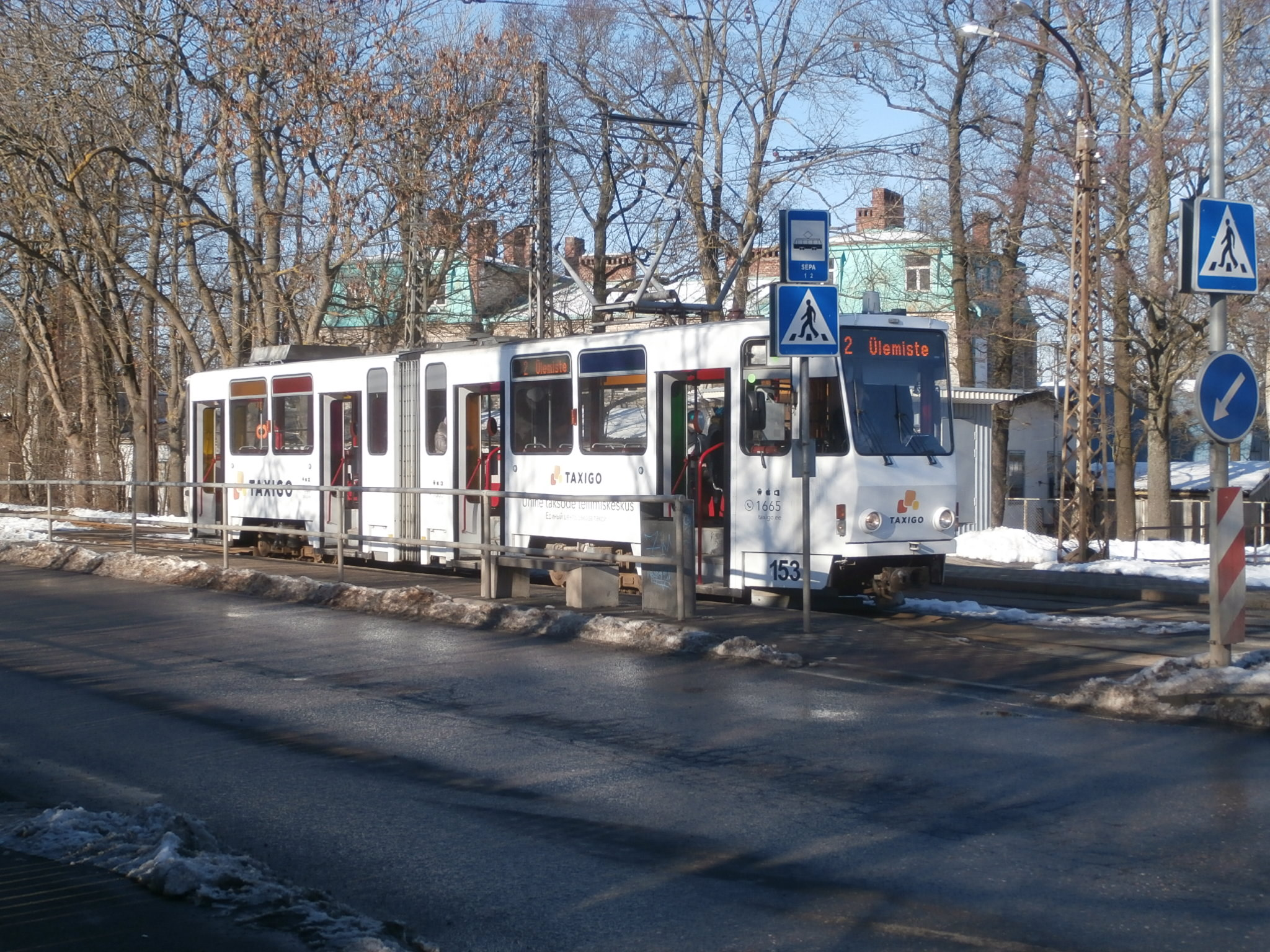
Arrêt Sepa
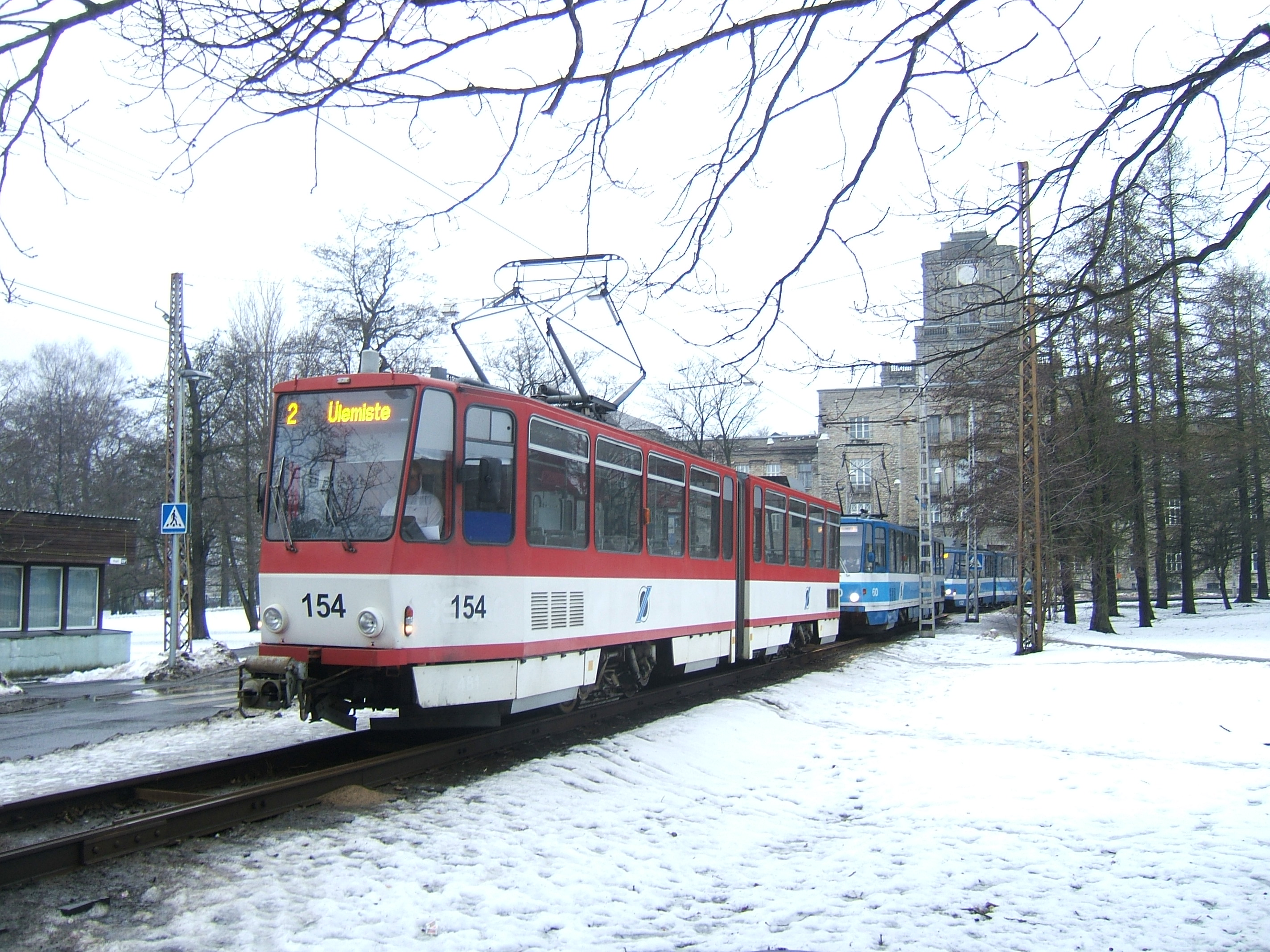
Terminus Kopli